# Chiesa di San Martino (Pont-à-Mousson)
La chiesa parrocchiale di San Martino è situata nel Comune francese di Pont-à-Mousson, nella regione della Lorena. È il massimo monumento gotico della cittadina e uno dei maggiori della regione.

## Storia e descrizione

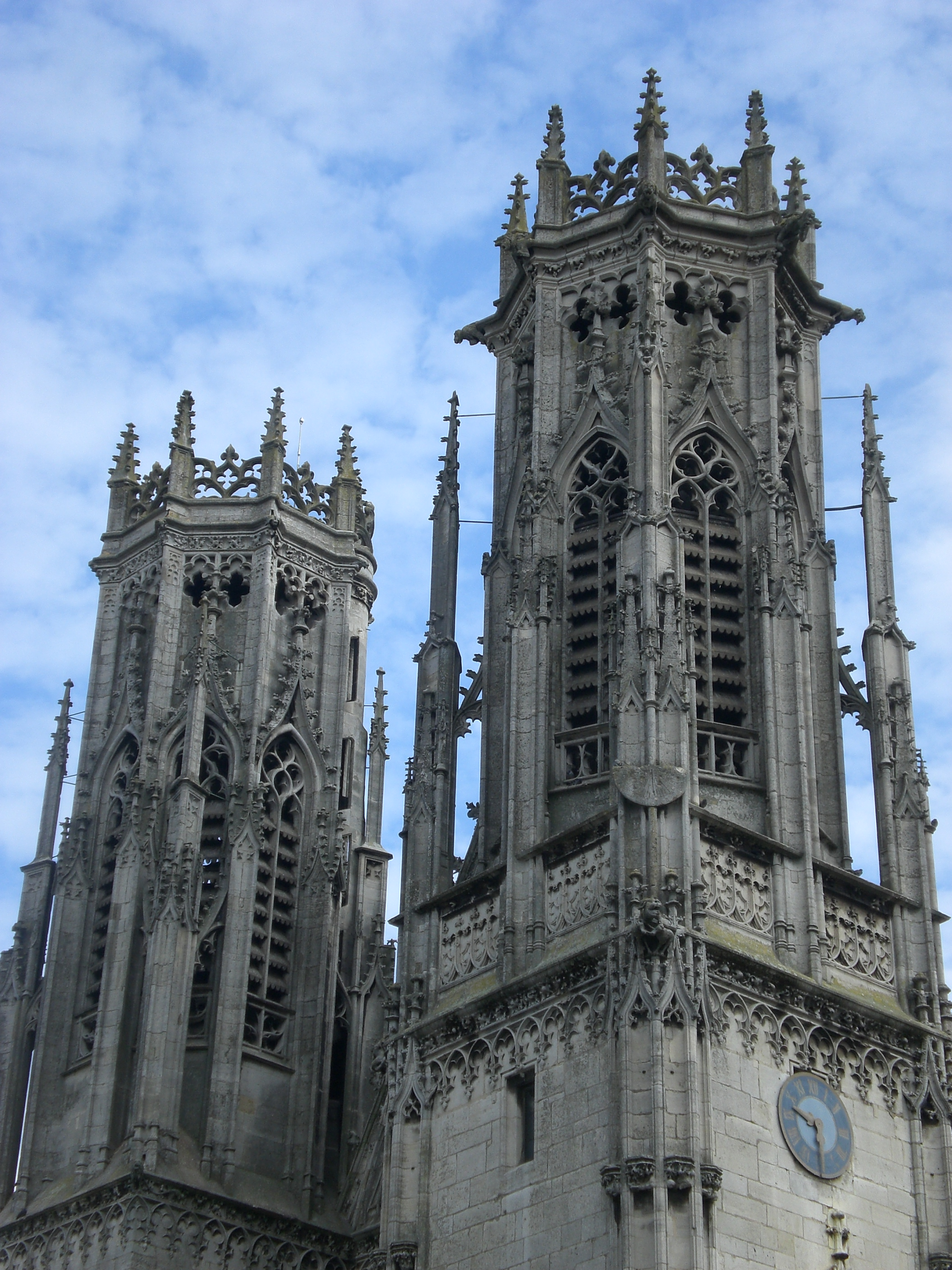
i coronamenti fioriti delle torri

La costruzione dell'edificio venne iniziata verso la fine del XIII secolo come chiesa conventuale dell'Ordine dei canonici regolari di Sant'Antonio di Vienne. Inizialmente era chiamata con l'appellativo di Collégiale Sainte-Croix-sur-le-Pont, "Collegiata di Santa Croce al Ponte", per divenire, in seguito alla Rivoluzione francese, Parrocchiale di San Martino.
Dal 1840 la parrocchiale di San Martino è considerata monumento storico dallo Stato francese.
La parrocchiale, in stile gotico venne eretta ispirandosi alla più imponente cattedrale di Santo Stefano della vicina città di Toul. Se ne trovano riferimenti soprattutto nelle torri gemelle della facciata, sebbene queste siano di proporzioni più ridotte. Le due torri, che rinserrano la facciata aperta da una grande polifora, si alzano su quattro livelli. I primi tre, severi e alquanto semplici, sono a pianta quadrata; l'ultimo, il maggiore, è ottagonale e presenta una ricca decorazione fiorita di guglie, pinnacoli e trafori. Un'influenza piuttosto romanico-renana si trova nelle due torri che fiancheggiano il coro e che costituiscono il transetto.
L'interno, con pianta a croce latina, è diviso in tre navate da pilastri, con triforio e transetto.

## Opere d'arte
- La Pietà, grande gruppo scultoreo costituito da 13 personaggi caratterizzato da una forte influenza germanica. Fu commissionato da Baldemar-Johannis de Biebelnheim, che diresse la comunità antoniana di Pont-à-Mousson dal 1415 al 1430. Si tratta di una delle più antiche opere del genere in Lorena[2], che influenzerà in parte i lavori di Ligier Richier.
- Tombe medievali con statue giacenti di antichi cavalieri.
- Coro, cinto da un apparato barocco di marmi e tele con Scene della Vita di Cristo, del XVII secolo.

## Galleria d'immagini

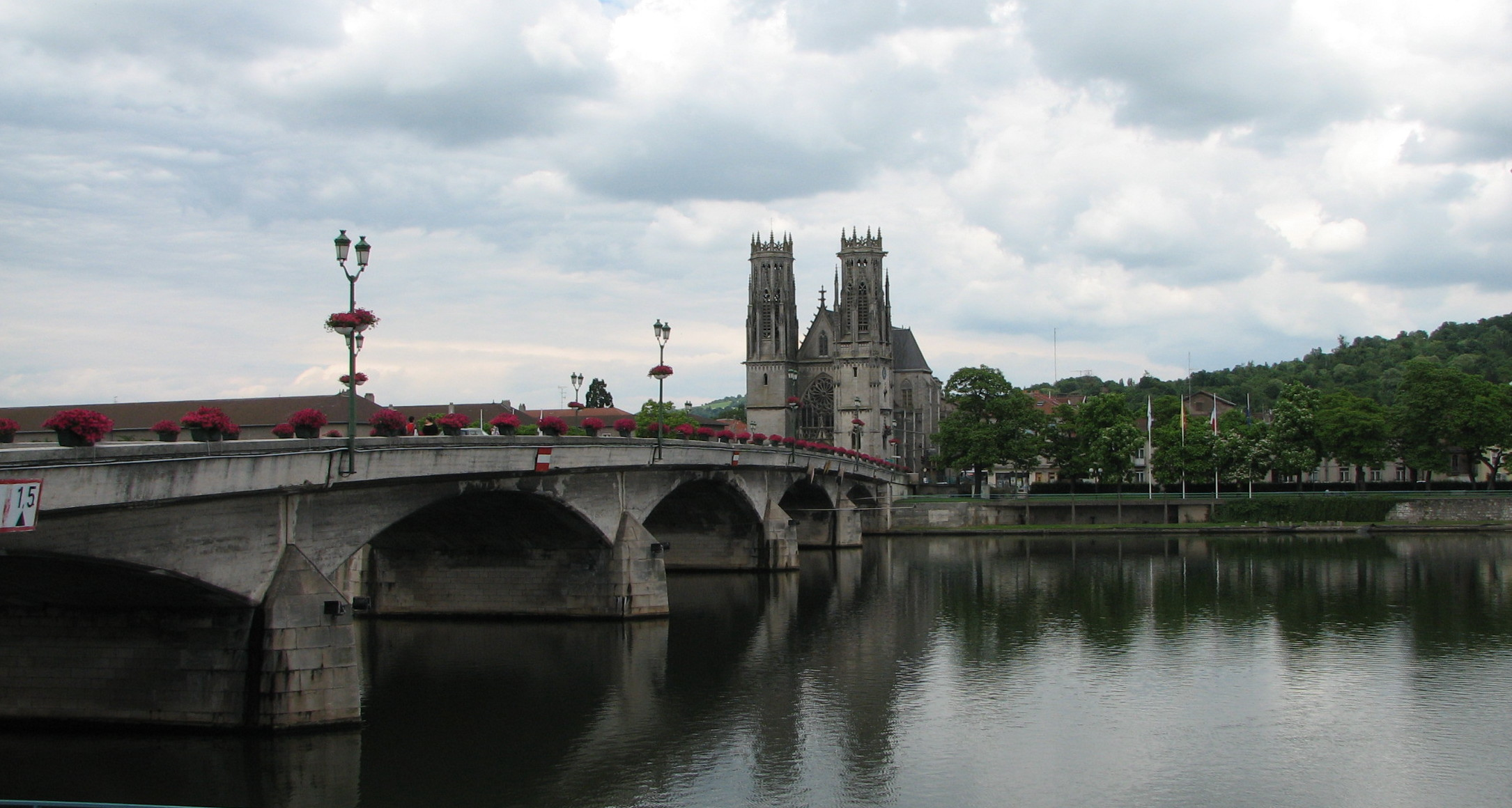
veduta col ponte sulla Mosella
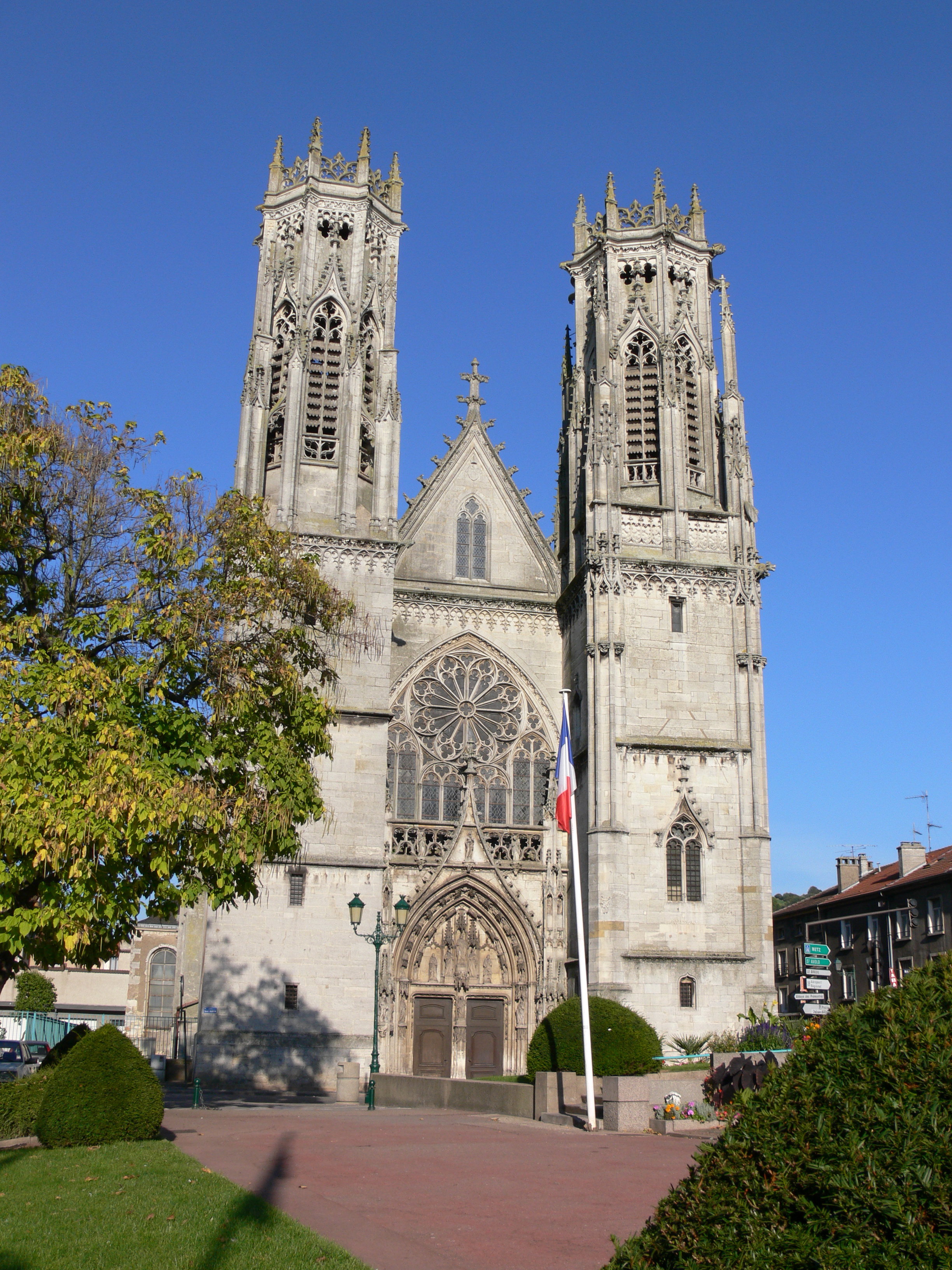
la facciata
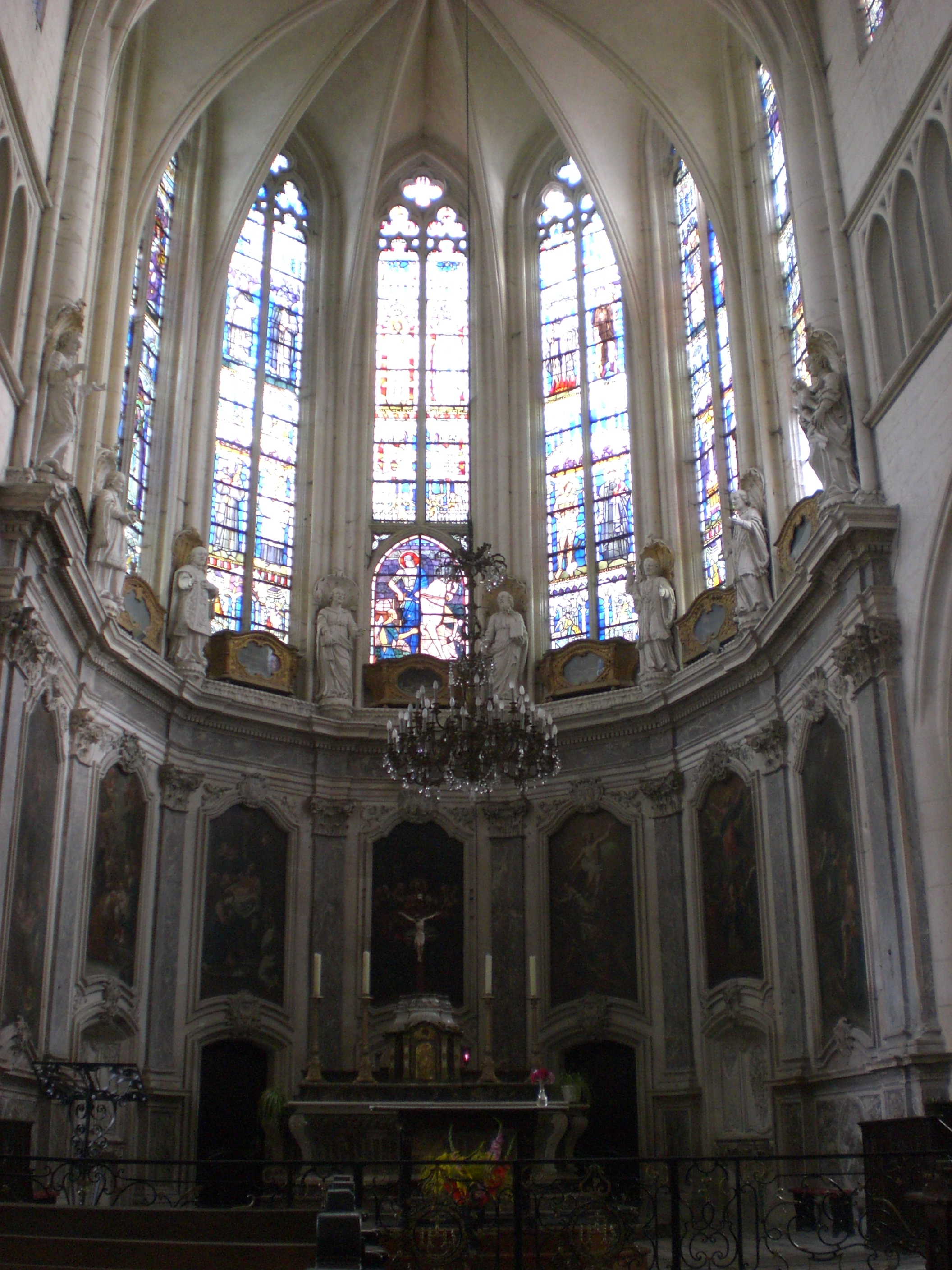
il Coro